# Palomar (ort i Spanien, Valencia, Província de València, lat 38,85, long -0,50)
Palomar är en ort i Spanien.   Den ligger i provinsen Província de València och regionen Valencia, i den östra delen av landet, 300 km sydost om huvudstaden Madrid. Palomar ligger 318 meter över havet och antalet invånare är 520.
Terrängen runt Palomar är platt åt nordväst, men åt sydost är den kuperad. Terrängen runt Palomar sluttar norrut.Runt Palomar är det ganska glesbefolkat, med 34 invånare per kvadratkilometer. Närmaste större samhälle är Alcoy, 16,7 km söder om Palomar. Trakten runt Palomar består till största delen av jordbruksmark.